# Xerosaprinus wenzeli
Xerosaprinus wenzeli är en skalbaggsart som beskrevs av Bousquet och Laplante 2006. Xerosaprinus wenzeli ingår i släktet Xerosaprinus och familjen stumpbaggar. Inga underarter finns listade i Catalogue of Life.